# Rio Benevente
O rio Benevente é um curso de água do estado do Espírito Santo, Brasil. Apresenta 79 km de extensão e sua bacia hidrográfica drena uma área de 1207 km² que engloba os municípios de Alfredo Chaves e Anchieta e parte dos municípios de Guarapari, Piúma e Iconha.
O rio Benevente tem como principal formador o córrego do Redentor, cujas nascentes localizam-se no município de Alfredo Chaves, a uma altitude de aproximadamente 1440 metros, na Serra do Castelo. Próximo à localidade de São Bento de Urânia, passa a se chamar rio Benevente. Alguns de seus afluentes são os rios Corindiba e Joeba.  
Seus principais afluentes são os rios: 
- Maravilha
- Santa Maria
- Crubixá
- Joeba
- Pongal
- Piripitinga
- Batatal
- Caco do Pote
- Corindiba
- Grande; e
- Salinas

Em seu percurso, o rio Benevente atravessa a zona urbana do município de Alfredo Chaves. A foz do rio Benevente no oceano Atlântico forma um estuário localizado na cidade de Anchieta. O rio Benevente tem o caudal medico de 25,1 m3/s.